# Onesimo Cadiz Gordoncillo

Bischof Onesimo Gordoncillo

Onesimo Cadiz Gordoncillo (* 16. Februar 1935 in Jimalalud; † 13. November 2013) war Erzbischof von Capiz, Philippinen.

## Leben

Erzbischofswappen

Onesimo Cadiz Gordoncillo studierte Philosophie und Theologie am Zentralseminar in Manila (1954–1961) und empfing am 18. März 1961 die Priesterweihe. Er lehrte von 1961 bis 1964 am St. Joseph Seminar in Dumaguete City. An der US-amerikanischen Mankato State University absolvierte er von 1964 bis 1965 ein Aufbaustudium (Guidance and Counselling) und war von 1966 bis 1969 Rektor des St. Joseph Seminar. Ab 1969 war er in der Seelsorge tätig.
Papst Paul VI. ernannte ihn am 14. März 1974 zum Weihbischof in Dumaguete und Titularbischof von Gunugus. Die Bischofsweihe spendete ihm der Apostolische Nuntius auf den Philippinen, Bruno Torpigliani, am 27. Mai desselben Jahres; Mitkonsekratoren waren Epifanio Surban Belmonte, Bischof von Dumaguete, und Antonio Yapsutco Fortich, Bischof von Bacolod.
Am 3. Juli 1976 wurde er zum Bischof von Tagbilaran ernannt. Am 18. Juni 1986 wurde er durch Papst Johannes Paul II. zum Erzbischof von Capiz ernannt und am 27. August 1986 in das Amt eingeführt. 
Er war elf Jahre lang Präsident der Liturgiekommission der CBCP. Er gehörte dem Präsidium des International Committee on English in the Liturgy in Washington, DC, an.
Am 9. November 2011 nahm Papst Benedikt XVI. das von Onesimo Cadiz Gordoncillo aus Altersgründen vorgebrachte Rücktrittsgesuch an.